# Wimmersberg
Wimmersberg är ett berg i Österrike.   Det ligger i distriktet Gmunden och förbundslandet Oberösterreich, i den centrala delen av landet, 200 km väster om huvudstaden Wien. Toppen på Wimmersberg är 1 243 meter över havet, eller 112 meter över den omgivande terrängen. Bredden vid basen är 0,64 km. Wimmersberg ingår i Höllengebirge.
Terrängen runt Wimmersberg är bergig söderut, men norrut är den kuperad. Närmaste större samhälle är Ebensee, 2,7 km öster om Wimmersberg. 
I omgivningarna runt Wimmersberg växer i huvudsak blandskog. Runt Wimmersberg är det ganska tätbefolkat, med 65 invånare per kvadratkilometer.